# Rhipaeosaurus tricuspidens
Rhipaeosaurus tricuspidens è un rettile estinto appartenente agli anapsidi. Visse nel Permiano medio (circa 265 milioni di anni fa) e i suoi resti fossili sono stati ritrovati in Russia.

## Descrizione
Questo animale è noto principalmente per uno scheletro articolato, che ha permesso di ricostruirne l'aspetto. Doveva essere un rettile di dimensioni piuttosto piccole (la lunghezza non superava il metro) e di corporatura robusta. Il corpo tozzo era sorretto da arti piuttosto brevi, mentre la coda era lunga. Il cranio, posto alla fine di un collo allungato, era corto, piatto e triangolare, ed era dotato di proiezioni ossee simili a spine. La dentatura era costituita da elementi tricuspidati (da qui l'epiteto specifico tricuspidens), ed erano inoltre presenti denti sulla flangia trasversa dello pterigoide. L'omero possedeva un forame ectepicondilare, mentre il tarso era dotato di astragalo e calcagno. 

## Classificazione
Descritto per la prima volta nel 1940 da Efremov sulla base di resti fossili provenienti dalla zona di Belebej (Baschiria, Russia), Rhipaeosaurus tricuspidens venne in un primo tempo avvicinato ad altri rettili permiani di piccole dimensioni come Nyctiphruretus o Nycteroleter ineptus. Successivamente questo animale venne attribuito ai pareiasauri, principalmente sulla base delle caratteristiche della dentatura: i denti debolmente tricuspidati, infatti, sembravano anticipare i denti crenulati e multicuspidati dei pareiasauri. La combinazione di caratteri morfologici di Rhipaeosaurus si riscontra solamente nei nicteroleteridi, un altro gruppo di rettili anapsidi tipici del Permiano russo. È probabile quindi che Rhipaeosaurus fosse un nicteroleteride (Lee, 2000).